# Radu Pena
Radu Pena (* 2001 oder 2002 in Bukarest) ist ein rumänischer Squashspieler.

## Karriere
Radu Pena spielte 2021 erstmals und seitdem vereinzelt auf der PSA Squash Tour. Er erreichte seine höchste Platzierung in der Weltrangliste mit Rang 278 am 18. März 2024. Mit der rumänischen Nationalmannschaft nahm er 2022 erstmals an den Europameisterschaften teil und gehörte auch 2023, 2024 und 2025 zum Kader. Im Einzel stand er bereits 2019 im Hauptfeld der Europameisterschaft, in dem er in der ersten Runde ausschied. Auch bei den Europameisterschaften 2023 und 2024 kam er nicht über die Auftaktrunde hinaus. 2025 vertrat er Rumänien bei den World Games, verlor aber auch hier in der ersten Runde.
Pena wurde 2020 zum ersten Mal rumänischer Landesmeister und wiederholte diesen Erfolg nochmals 2025. Beide Male besiegte er im Finale Vasile Hapun.

## Erfolge
- Rumänischer Meister: 2020, 2025